# IG Chemie-Papier-Keramik
Industriegewerkschaft Chemie-Papier-Keramik (IG Chemie-Papier-Keramik; skrót IG CPK; pol. Przemysłowy Związek Zawodowy Chemia, Papier, Ceramika) – niemiecki związek zawodowy, już nieistniejący. Miał siedzibę w Hanowerze i należał do DGB.
Organizacja została założona w 1946 roku w Hamburgu i zasięgiem działania obejmowała ówczesną brytyjską strefę okupacyjną. W dalszych latach związek rozszerzył swoją działalność na całą RFN. W roku 1949 w życie wszedł pierwszy statut związku.
W roku 1997 związek IG Chemie połączył się ze związkami: IG Bergbau und Energie oraz Gewerkschaft Leder (GL) i w ten sposób powstał związek IG Bergbau, Chemie, Energie (IGBCE).

## Przewodniczący IG Chemie-Papier-Keramik
- 1948–1949: Otto Adler
- 1949–1969: Wilhelm Gefeller
- 1969–1982: Karl Hauenschild
- 1982–1995: Hermann Rappe
- 1995–1997: Hubertus Schmoldt